# Ёла
Ёла (Елла, Иола) — река в России, протекает по территории Архангельской области и Республики Коми. Устье реки находится в 120 км от устья Вашки по правому берегу. Длина реки составляет 58 км. У реки расположено село Чупрово (Удорский район Республика Коми).

## Данные водного реестра
По данным государственного водного реестра России относится к Двинско-Печорскому бассейновому округу, водохозяйственный участок реки — Мезень от истока до водомерного поста у деревни Малонисогорская. Речной бассейн реки — Мезень.
Код объекта в государственном водном реестре — 03030000112103000047887.